# Adelia
Adelia là một chi thực vật có hoa trong họ Đại kích

## Loài
Chi này gồm các loài sau:
1. Adelia barbinervis Cham & Schlechtendal - Mexico và Bắc Trung Mỹ
2. Adelia brandegeei V.W.Steinm. - Baja California Sur, Sonora
3. Adelia cinerea (Wiggins & Robbins) A.Cerv., V.W.Steinm. & Flores-Olvera - Sonora
4. Adelia membranifolia (Müll.Arg) Chodat & Hassl. - Brazil, Bolivia, Paraguay, NE Argentina
5. Adelia oaxacana (Müll.Arg.) Hemsl – Oaxaca Adelia - phần lớn lãnh thổ Mexico từ San Luis Potosí và Sinaloa đến Chiapas và Quintana Roo
6. Adelia obovata Wiggins & Robbins - Sonora, Sinaloa
7. Adelia panamensis Pax & K.Hoffm. - Panama
8. Adelia ricinella L.– Wild Lime - West Indies, Venezuela, Colombia
9. Adelia triloba (Müll.Arg.) Hemsl. – threelobe adelia - Central America, Colombia, Ecuador, Venezuela
10. Adelia vaseyi (Coult.) Pax & K.Hoffmann – Vasey's wild lime - Tamaulipas, S Texas (Starr, Hidalgo, Cameron, + Willacy Counties)[4][5][6][7]

## Hình ảnh

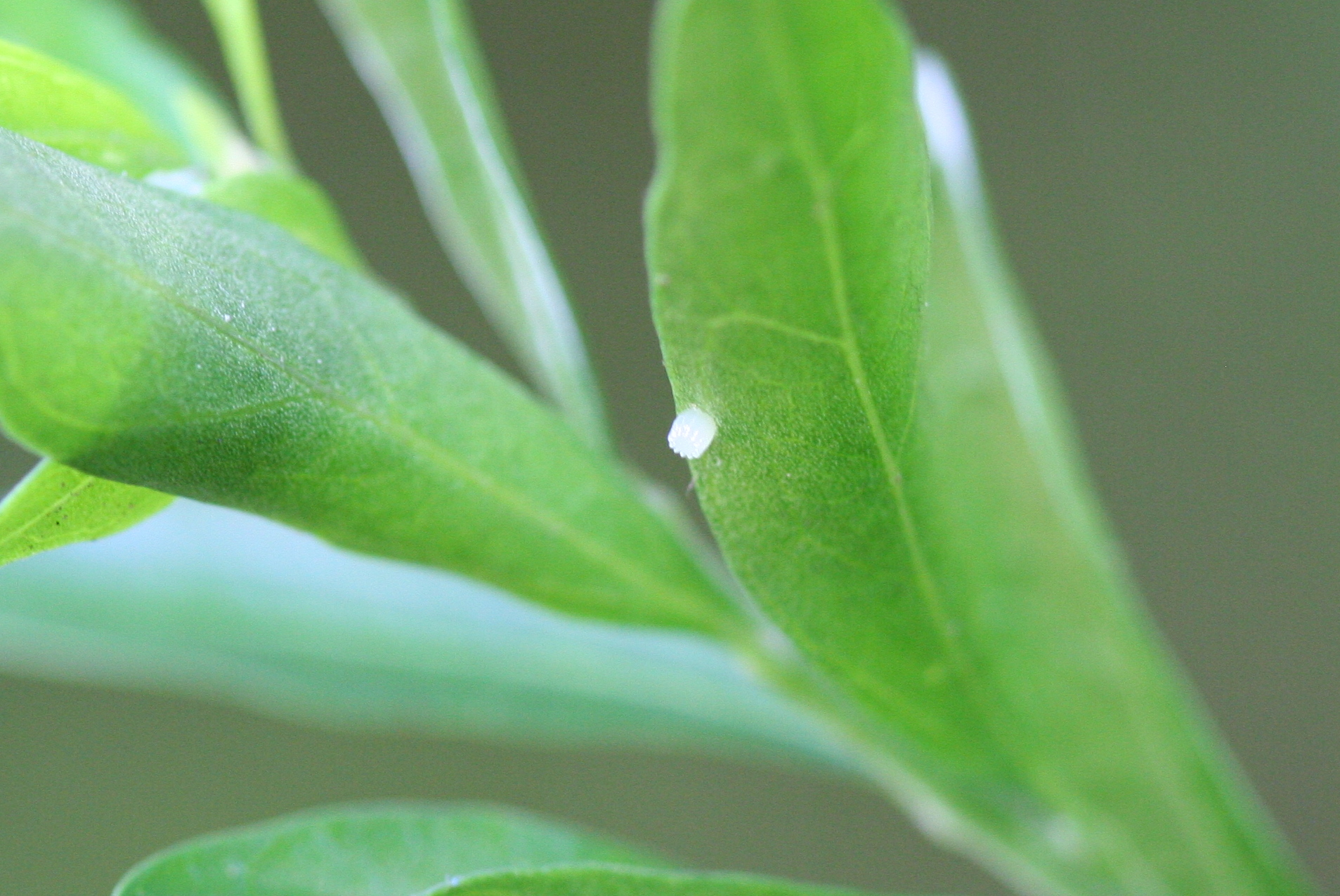